# Pasquale Presutti
Pasquale Presutti (Trasacco, 22 gennaio 1950) è un ex rugbista a 15, allenatore di rugby a 15 e dirigente sportivo italiano, pilone di Fiamme Oro e Petrarca club in cui ha figurato sia come dirigente che come tecnico.
Dal 2021 è tecnico del G.S. Fiamme Oro.

## Biografia
Originario di Trasacco, in provincia dell'Aquila, Presutti lasciò la sua cittadina per arruolarsi in Polizia; lì fu assegnato al Gruppo Sportivo Fiamme Oro e destinato alla squadra di rugby di stanza a Padova.
Nel 1972 passò dalle Fiamme Oro al Petrarca, con cui vinse quattro scudetti e una Coppa Italia; nel 1974 giunse l'esordio in Nazionale italiana durante un tour in Inghilterra contro un XV della contea del Middlesex.
Fece anche parte della rappresentativa del XV del Presidente, una selezione di giocatori italiani rinforzata da alcuni stranieri che giocavano in serie A che, nell'ottobre 1977, affrontò a Padova la nazionale della Nuova Zelanda al suo primo incontro in assoluto in Italia.
Passato alla carriera tecnica, debuttò nel 1981 come allenatore in seconda del Tre Pini Padova, seconda squadra del Petrarca, nello staff di Elio Michelon; divenuto allenatore capo in serie B, guadagnò la promozione alla serie A 1983-84.
Fu a Padova fino al 1986, anno in cui passò ad allenare il Mirano.
Tornò al Petrarca nel 1994 con vari incarichi e assunse la guida tecnica della squadra, con una breve interruzione nel 2008 quando a subentrargli fu lo scozzese George Graham.
Nel 2011, contro pronostico, guidò il Petrarca alla vittoria nel campionato sconfiggendo allo stadio Battaglini il favorito Rovigo.
Nel giugno del 2012 assunse l'incarico di allenatore delle Fiamme Oro, nel frattempo migrate a Roma; nel corso delle tre stagioni alla guida del club della Polizia Presutti ottenne un'agevole salvezza al debutto per arrivare ai play-off nel 2014-15; a impreziosire il triennio giunse anche il Trofeo Eccellenza 2013-14.
Al termine dell'esperienza con le Fiamme Oro fu a Firenze ingaggiato dalla neoistituita franchise I Medicei, nata dalla fusione tra Firenze 1931 e I Cavalieri, da cui presero il titolo sportivo di serie A.
Alla sua seconda stagione Presutti condusse la squadra alla vittoria del campionato e alla promozione in Eccellenza 2017-18.
Nel 2016 fu eletto consigliere federale della Federazione Italiana Rugby in quota tecnici.
Nel 2020, dopo 5 stagioni alla guida del club fiorentino, tornò in Veneto al Monselice.

## Palmarès

### Giocatore
- Campionati italiani: 4
Petrarca: 1972-73, 1973-74, 1976-77, 1979-80
- Coppe Italia: 1
Petrarca: 1981-82

### Allenatore
- Campionati italiani: 1
Petrarca: 2010-11
- Trofei Eccellenza : 2
Fiamme Oro: 2013-14
I Medicei: 2017-18